# Nedestruktivní archeologie

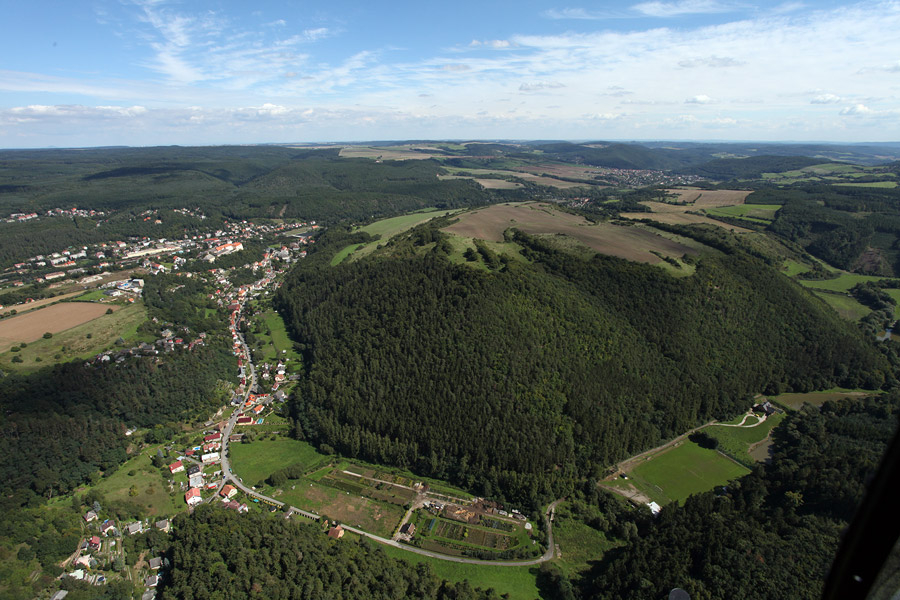
Letecký pohled na oppidum Stradonice

Nedestruktivní archeologie je souborem technik, metod a teorií, zaměřených na vyhledávání a vyhodnocení archeologických pramenů bez provedení destruktivního zásahu do terénu. Hlavním cílem nedestruktivních terénních postupů je vyhledat stopy minulých lidských aktivit, klasifikovat je a vymezit v prostoru.

## Historie

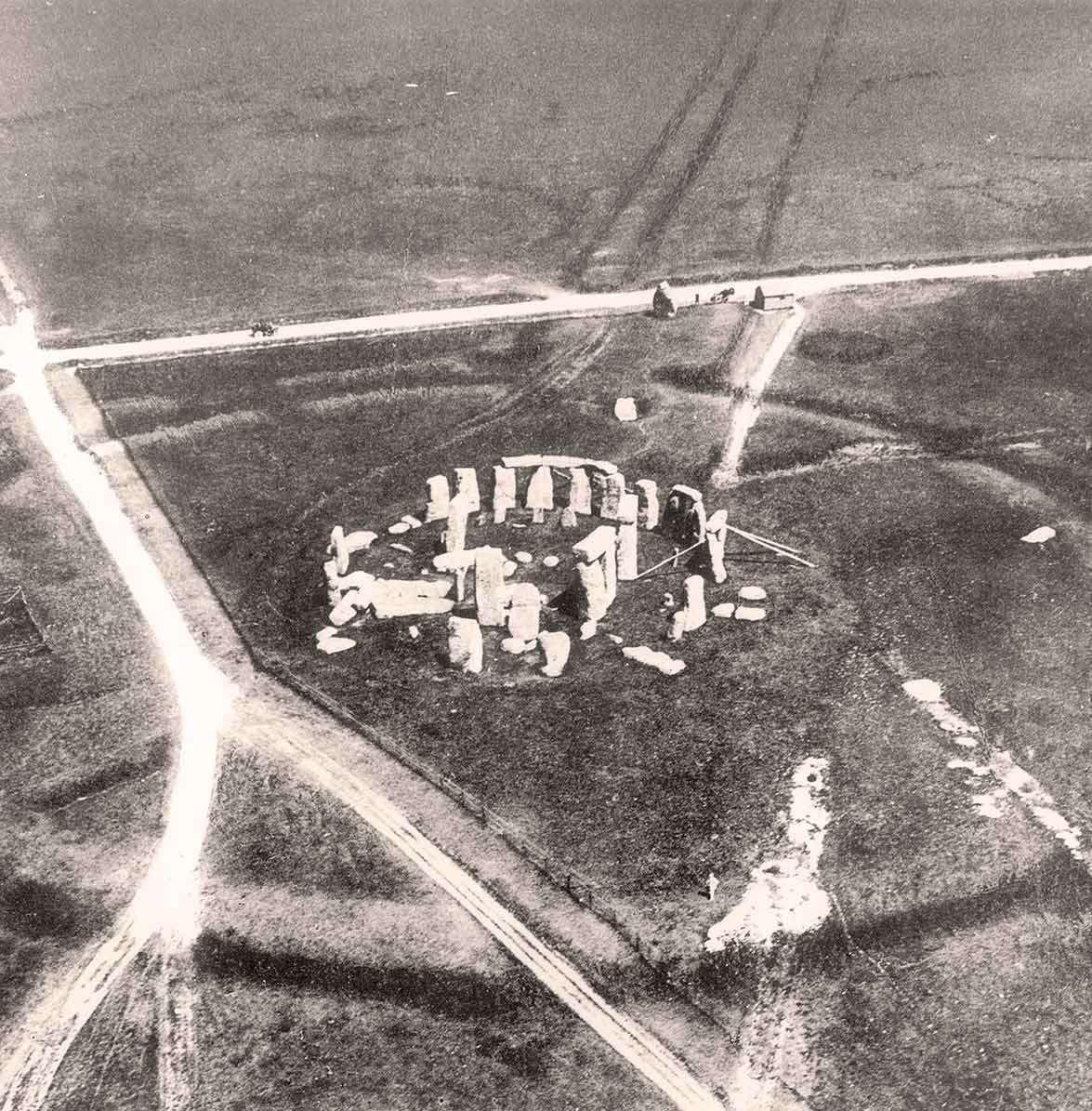
Fotografie Stonehenge z roku 1906 je nejstarší známou leteckou fotografií, zachycující porostové příznaky (fotograf Philip Henry Sharpe)

K přirozeně nejstarším nedestruktivním metodám patří povrchový sběr (movitých artefaktů), který byl v primitivní formě uplatňován již od počátků archeologie. V 17.–18. století rovněž badatelé bez zásahu do terénu identifikovali první nemovité archeologické památky, které se projevovaly viditelnými změnami reliéfu (mohyly, pravěká ohrazení, římské vojenské tábory). V 19. století začala jejich systematická dokumentace pomocí kreseb, fotografií i plánů.
Po první světové válce došlo díky technickému pokroku k velkému rozvoji letecké archeologie. Jedním z hlavních propagátorů se stal Angličan O. G. S. Crawford, který jako první popsal základní způsoby identifikace archeologických památek pomocí stínových a porostových příznaků a vysvětlil příčiny jejich vzniku. Letecká archeologie se rychle rozšířila v odborných kruzích celého světa a také v meziválečném Československu proběhly ve 20.–30. letech první pokusy se snímkováním ze vzduchu.
Od 30.–40. let 20. století se rozvíjelo využití fosfátové analýzy (Olof Arrhenius, Walter Lorch).
K významnějšímu rozvoji nedestruktivní archeologie však došlo až v druhé polovině 20. století, kdy mezi odborníky vzrůstal zájem o poznání zaniklého přírodního prostředí, ekonomiky či demografie minulých lidských populací. K řešení takových otázek však bylo nutné zkoumat větší úseky krajiny, přičemž nedestruktivní přístupy byly výrazně rychlejší a efektivnější než rozsáhlé archeologické odkryvy.

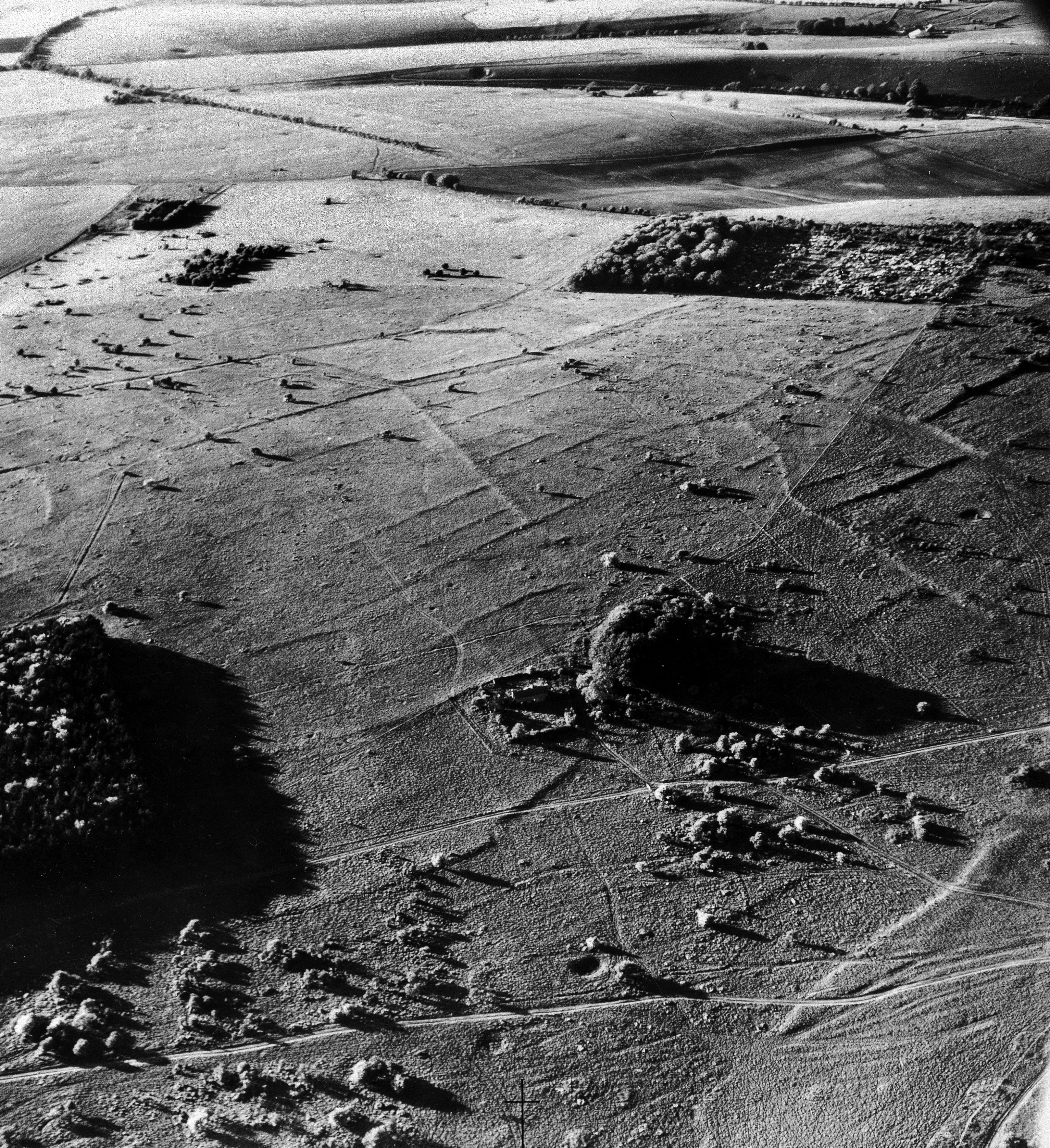
Hranice pravěkých polí zvýrazněné stínovými příznaky; Fyfield Down v Anglii (Kenneth St Joseph, 60. léta)

Čelní místo zaujala vzhledem ke svému dosahu letecká archeologie. Po druhé světové válce se již naplno rozběhly projekty, usilující o vyhledávání archeologických památek a dokumentaci historické krajiny. V 60.–90. letech se letecká archeologie stala plně uznávanou a běžně užívanou disciplínou, vyučovanou na univerzitách. Vznikala četná specializovaná pracoviště, profesní sdružení i mezinárodní konference. Vůdčí zemí se stala Velká Británie, kde působil zejména Kenneth St Joseph, zatímco v Německu i v okolních zemích pracoval Hans Otto Braasch. Oba při svých letech identifikovali tisíce nových archeologických lokalit a vybudovali rozsáhlé archivy leteckých snímků.
V zemích s vhodnými podmínkami (zemědělská krajina mírného pásma, pouštní a polopouštní oblasti) se začal rozvíjet povrchový sběr. K vypracování metody přispěly zejména britské a americké expedice, zkoumající antické civilizace Řecka a Itálie, ale i indiánské kultury v Americe. Ve velké míře byly povrchové sběry uplatněny také při mapování archeologického dědictví v Polsku, Německu, Dánsku nebo Maďarsku. V Česku se aplikace povrchového sběru rozvíjela spíše až v závěru 20. století. Také letecká archeologie mohla být v českých zemích ve větší míře uplatňována až po roce 1989 (Martin Gojda, Zdeněk Smrž, Jaromír Kovárník, Miroslav Bálek).
Naproti tomu byly v poválečném období i v českých zemích objevovány reliéfní stopy zaniklých středověkých vsí (Zdeněk Smetánka, Ervín Černý), komunikací (Tomáš Velímský, Petr Zavřel), těžebních areálů (Jaroslav Kudrnáč, Karel Nováček) i pravěkých a raně středověkých hradišť.

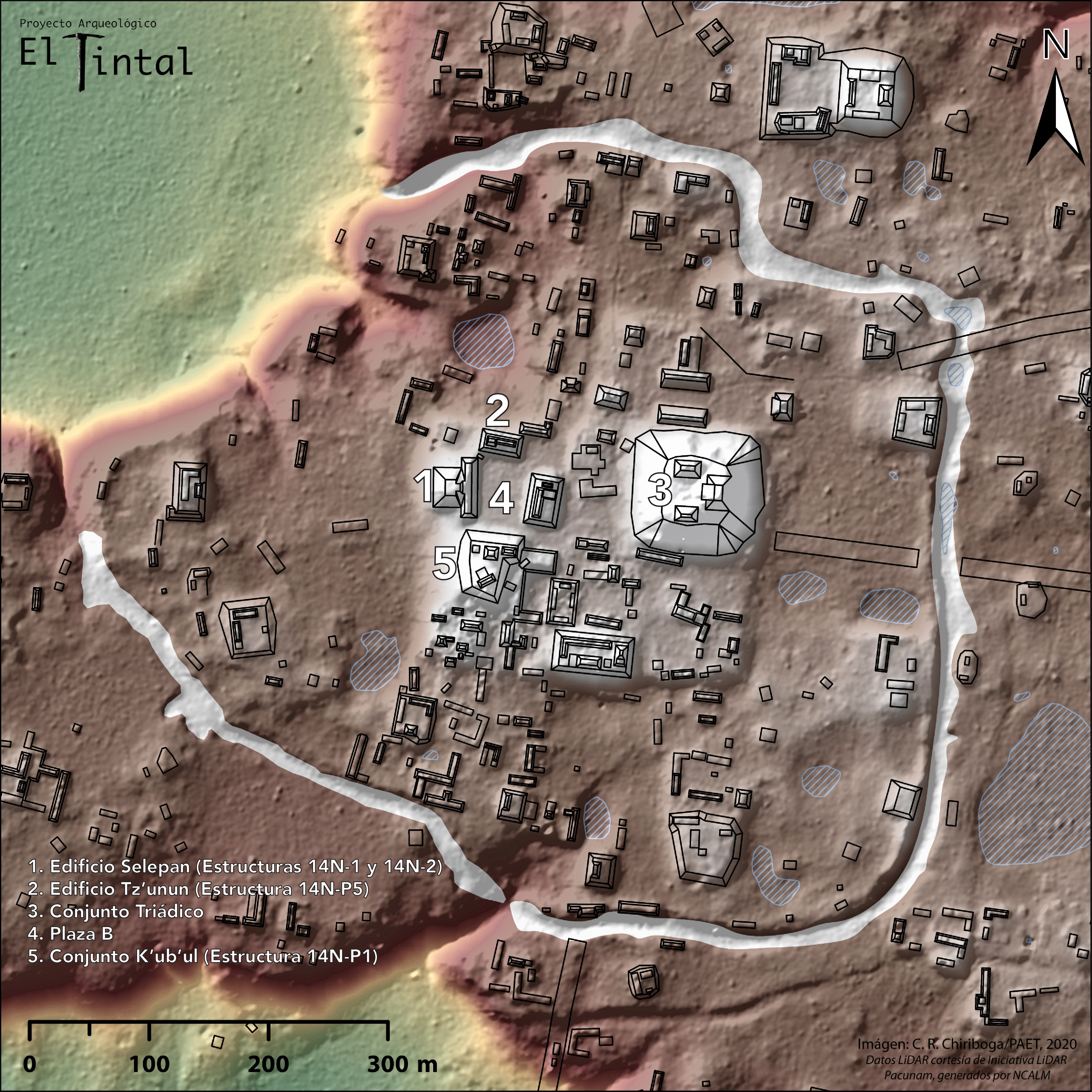
Moderní technologie umožňují detailní studium památek i v obtížně přístupném prostředí (interpretace lidarového modelu lokality El Tintal v Guatemale)

V roce 1946 bylo v Británii v rámci archeologického výzkumu poprvé využito geofyzikální měření. K významnému rozkvětu geofyziky v archeologii pak došlo díky rozvoji techniky a počítačového zpracování v 60. letech 20. století. V 60.–70. letech začala být geofyzika ve větší míře aplikována také v tehdejším Československu, zejména na Moravě (Ladislav Hrdlička, Vladimír Hašek, František Marek).  Další intenzivní vývoj počítačů a měřících přístrojů, umožňující snazší, rychlejší a kvalitnější zpracování naměřených dat vedl v 80. a 90. letech 20. století k širšímu využití geofyzikálních metod i při velkoplošných průzkumech archeologických lokalit, a to jak ve světě, tak v českých zemích (Ján Tirpák, Antonín Majer, Jiří Dohnal, Roman Křivánek).
Ačkoliv původně byly nedestruktivní metody využívány k vyhledávání a předběžnému poznání archeologických památek před klasickým destruktivním výzkumem (exkavací), v současnosti se již jedná o plně svébytnou skupinu metod, které si kladou vlastní otázky a hledají na ně odpovědi bez nutnosti aplikace destruktivních metod.

## Význam

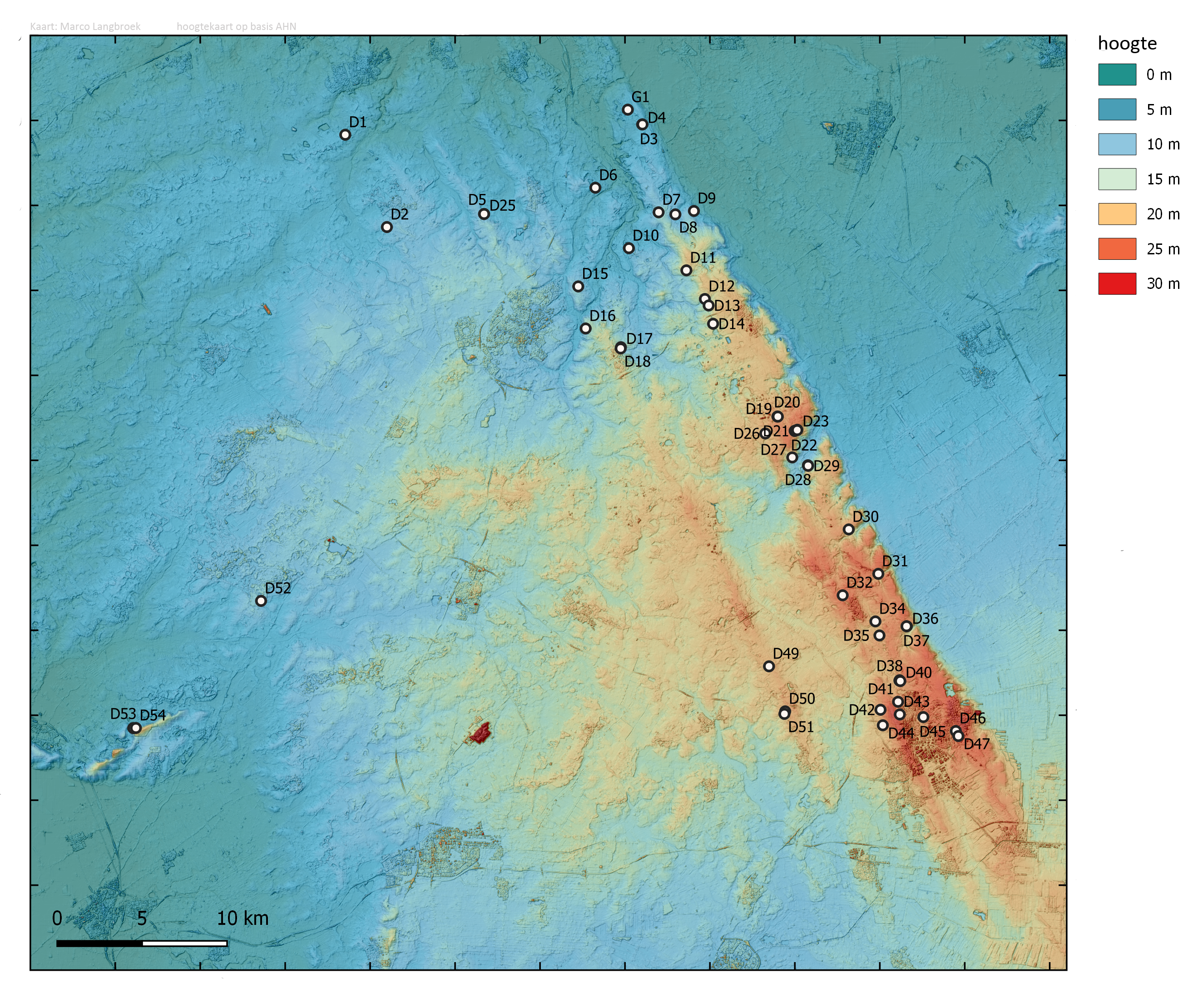
Dolmeny v nizozemské provincii Drenthe, vynesené na výškopisné mapě. Je patrná koncentrace dolmenů ve vyšších partiích.

Nedestruktivními metodami je možné studovat rozsáhlá území, která nelze efektivně zkoumat archeologickými odkryvy (vykopávkami). Jsou tedy základním zdrojem dat pro sídelní a krajinnou (prostorovou) archeologii. Na základě takto získaných dat je možné provádět analýzy pravěkého i středověkého osídlení daných regionů a hledat souvislosti mezi jejich jednotlivými prvky, například mezi zemědělskými osadami a rituálními areály nebo lokálními centry.
Současně je možné snáze dokumentovat a studovat areály, které bývají archeologickým odkryvem zjišťovány jen vzácně nebo jsou jím obtížně uchopitelné a interpretovatelné. Jedná se především o rozsáhlé, ale málo výrazné komponenty (pole, cesty, výrobní areály, pravěká ohrazení, atd.).
Pomocí nedestruktivních postupů lze v příznivých podmínkách získat velmi podrobnou představu o archeologických situacích, skrytých pod povrchem. Jednotlivé metody však mají specifická omezení, proto je vhodné různé přístupy kombinovat.
Velmi významný je rovněž fakt, že žádná z metod výrazněji nenarušuje archeologické prameny a ty proto mohou být zkoumány opakovaně, se zapojením různých postupů. Nedestruktivní archeologie je tak jistým protipólem „klasického“ archeologického výzkumu odkryvem, při kterém dochází k nenávratnému odstranění původní nálezové situace. Od konce 20. století jsou proto v Evropě preferovány právě nedestruktivní postupy, které umožňují uchování archeologických památek pro další generace. K upřednostňování nedestruktivních metod se evropské státy zavázaly podpisem Maltské konvence. Důvodem je především skutečnost, že ani nejpečlivěji provedená dokumentace při destruktivním archeologickém výzkumu nenahradí původní archeologickou situaci dokonale a část informací vždy nenávratně zaniká. Není tak možné jejich opakované studium. Přestože se možnosti archeologického výzkumu díky využití moderních metod neustále rozšiřují a zdokonalují, na již prozkoumaných lokalitách mohou být dodatečné informace získávány jen zřídka.  
Přestože některé z nedestruktivních postupů zasahují pod povrch terénu (vrty, mikrosondáž, vzorkovací sondáž, povrchový sběr), při vhodné aplikaci je narušení natolik minimální, že nedochází k omezení vypovídacích možností archeologických pramenů.

## Dělení
Nedestruktivní archeologické metody lze rozdělit do čtyř hlavních skupin:
- Dálkový průzkum
- Aplikace přírodovědných metod
- Povrchový průzkum
- Omezený zásah pod povrch terénu

## Dálkový průzkum

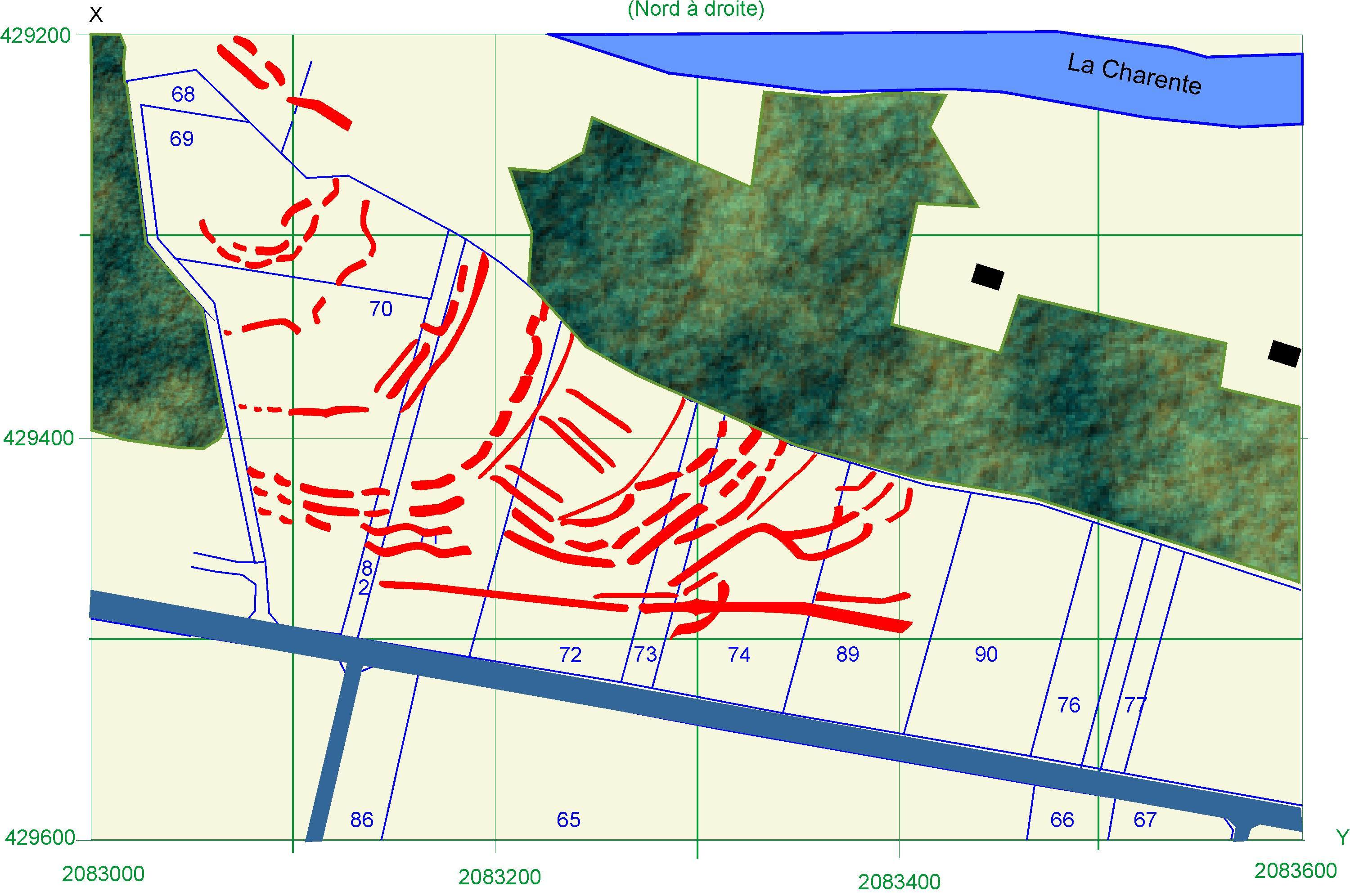
Výsledek leteckého průzkumu, zakreslený do mapy

Dálkový archeologický průzkum nebo též letecká archeologie využívá různé druhy dat. Až do závěru 20. století dominovala prospekce z letounů, pohybujících se v malých výškách, čímž vznikají šikmé snímky, pořizované přímo pro potřeby archeologie. Od počátku 21. století se však stále častěji uplatňuje i studium archeologických památek prostřednictvím kolmých leteckých fotografií nebo družicových snímků. Tyto záběry nevznikají primárně pro archeologické účely, mají proto svá specifika (snímání např. často probíhá v nevhodném období), dokáží však mapovat značné úseky zemského povrchu a šikmé snímkování vhodně doplňovat.

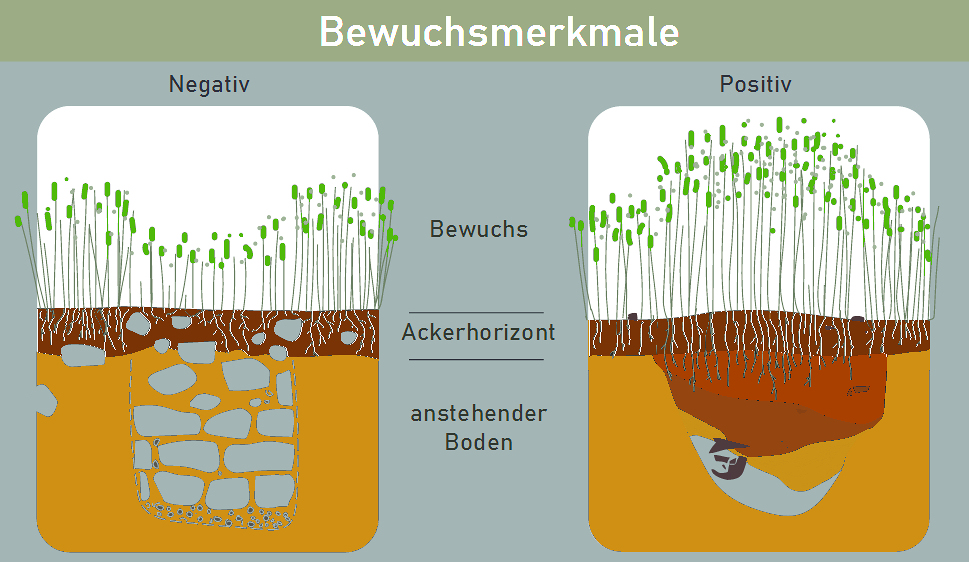
Princip vzniku porostových příznaků

Archeologické památky je možné identifikovat pomocí různých druhů stop (tzv. příznaků), které po sobě lidská činnost zanechává. Tyto stopy jsou obvykle výrazně lépe patrné při pozorování z výšky než při pohledu ze země. Nejvýznamnějším způsobem identifikace pohřbených archeologických památek pomocí letecké prospekce jsou porostové neboli vegetační příznaky. Půda má v místě výskytu archeologických objektů odlišnou chemickou skladbu i strukturu než nedotčené okolí, což způsobuje změny na vegetaci, která z této půdy vyrůstá. Nad zahloubenými objekty, jejichž výplň má obvykle vyšší obsah živin a déle zadržuje vodu, mají rostliny lepší podmínky k životu. Vyznačují se vyšším vzrůstem, vyšší hustotou i sytější barvou, obvykle také později dozrávají. Naopak nad konstrukcemi má porost málo vláhy i nedostatek místa pro kořeny, je proto nižší a řidší než v okolí.

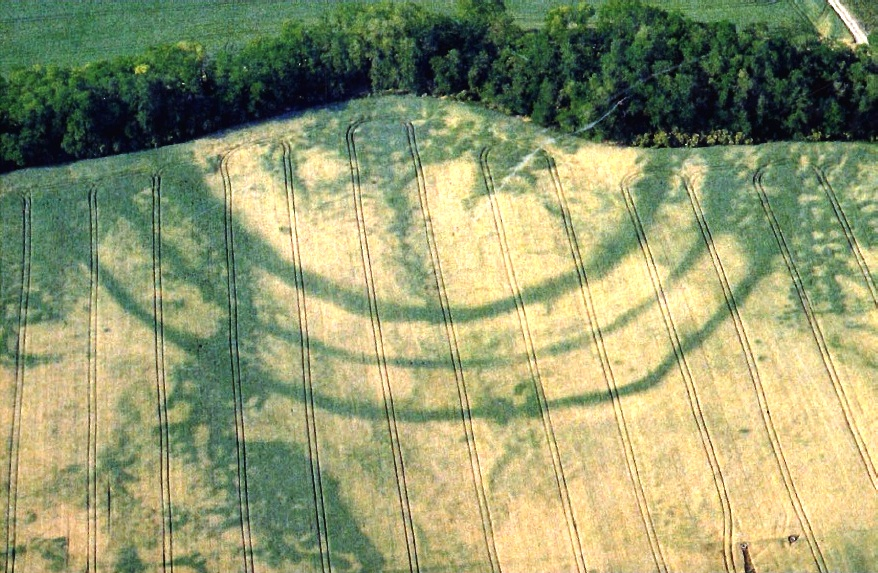
Letecký snímek archeologické lokality s patrnými porostovými příznaky v místě příkopů (Hrušovany nad Jevišovkou)

Často jsou pozorovány také příznaky půdní. V důsledku čerstvé orby, kdy půda není chráněna vegetací, jsou na povrchu dobře patrné tmavé, humózní výplně zahloubených objektů (např. příkop nebo zemnice), a to zejména na světlejších půdách nad vápencovým či sprašovým podložím (vzniká největší kontrast). Relikty konstrukcí s hojným obsahem malty či světlého kamene, ale i pozůstatky zaniklých cest a mezí se naopak vyrýsují jako světlé linie, nejlépe samozřejmě v tmavých půdách.
Zejména v zemích, kde nedochází k intenzivní orbě (Velká Británie, Blízký východ) se při pozorování a snímkování krajiny v nízkém slunečním světle (brzy ráno nebo v podvečer) projevují stínové příznaky. Šikmé světlo vykresluje výrazné stíny, které zvýrazňují viditelnost mírných, jinak nepatrných nerovností terénu – pozůstatků zaniklých památek.
Veškeré letecké fotografie jsou ukládány do archivu spolu s informacemi o jejich přesné poloze. Následuje analýza snímků, klasifikace a interpretace zachycených památek (určení jejich původu, funkce a přibližného stáří), rektifikace šikmých snímků a zakreslení zjištěných jevů do mapy.

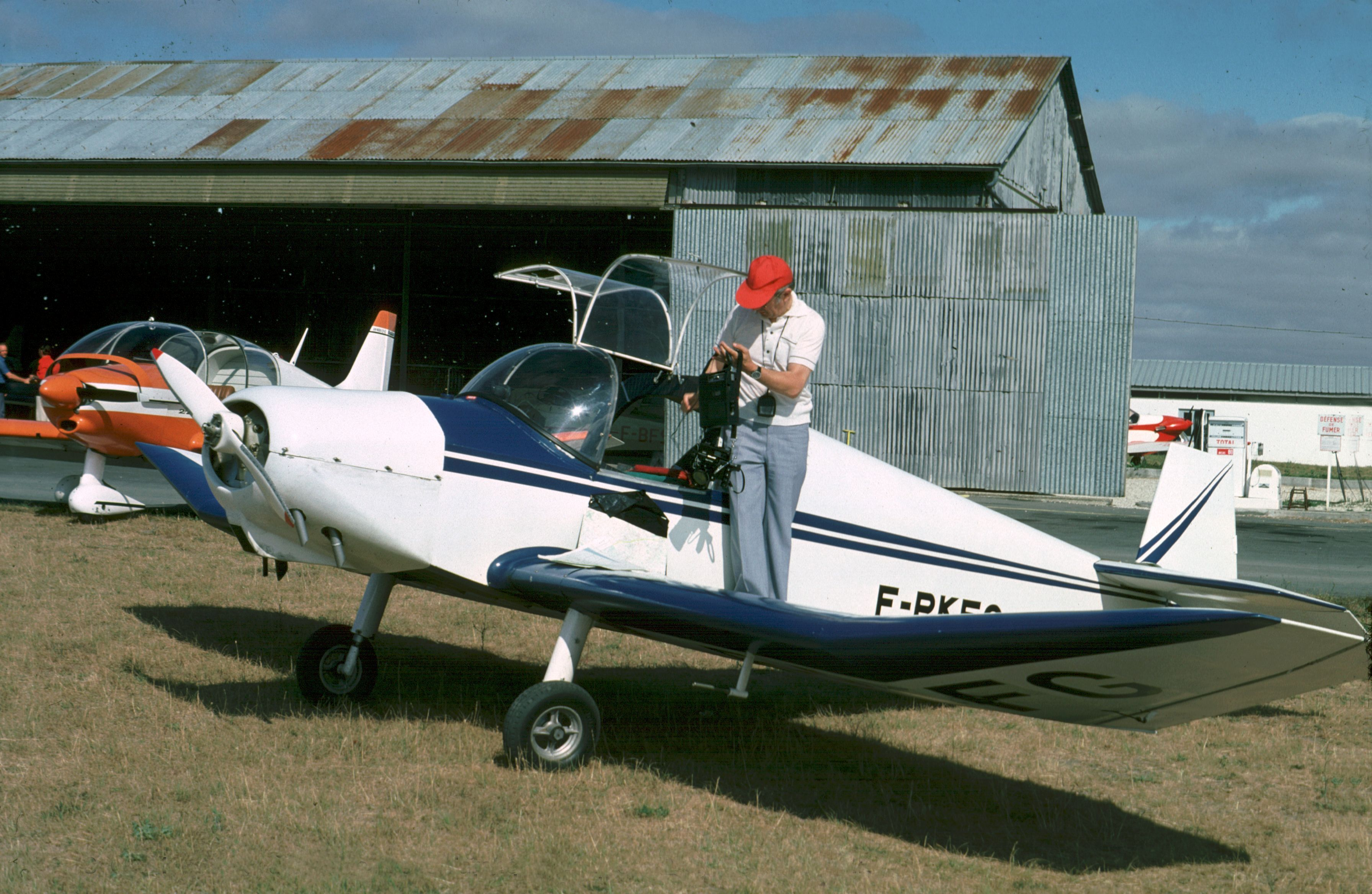
Jacques Dassié se chystá k šikmému snímkování

### Šikmé snímkování v malých výškách
K šikmému snímkování jsou nejvhodnější malé sportovní letouny, lze však využít i horkovzdušné balony či draky. Díky výborným manévrovacím schopnostem by byly vhodné též vrtulníky, jejich širšímu uplatnění však brání zejména vysoké provozní náklady. Od počátku 21. století jsou stále častěji využívány drony, jejichž nevýhodou je zatím malá plocha, kterou jsou v porovnání s letouny schopny obsáhnout. Vhodné jsou proto spíše k podrobnější dokumentaci již známých lokalit, nikoliv k velkoplošnému průzkumu.

### Analýza kolmých leteckých snímků
Kromě snímání z nízko letících letounů lze též využít kolmé fotografie (tzv. měřické snímky), získávané obvykle letouny ve větších výškách. Systematické kolmé snímkování probíhá v evropských zemích již od meziválečného období (v Československu od roku 1935). Fotografie nebývají pořizovány primárně pro archeologické účely a často nevznikají v čase a v podmínkách nejvhodnějších pro leteckou archeologii, přesto mohou zachytit pohřbené archeologické památky nebo relikty původní krajiny (zaniklá říční ramena, cesty, plužiny a podobně). Značný význam mají historické měřické snímky, dokumentující podobu krajiny před rozsáhlými změnami v druhé polovině 20. století.
V nejnovější době dosahuje velkého uplatnění letecké laserové skenování – LIDAR (Light detection and ranging). Výsledkem měření je mračno bodů, které lze v počítači dále zpracovat do podoby digitálního modelu terénu. Na něm jsou obvykle dobře patrné veškeré stopy lidské činnosti včetně archeologických památek (opevnění, mohylníky, cesty, těžební areály, aj.).
Význam využití LIDARu v archeologii tkví kromě rychlosti práce v tom, že laserové paprsky pronikají vegetací a umožňují snímání povrchu i v místech s hustým porostem, která jsou nepřístupná pro běžné letecké snímkování.

### Analýza družicových snímků

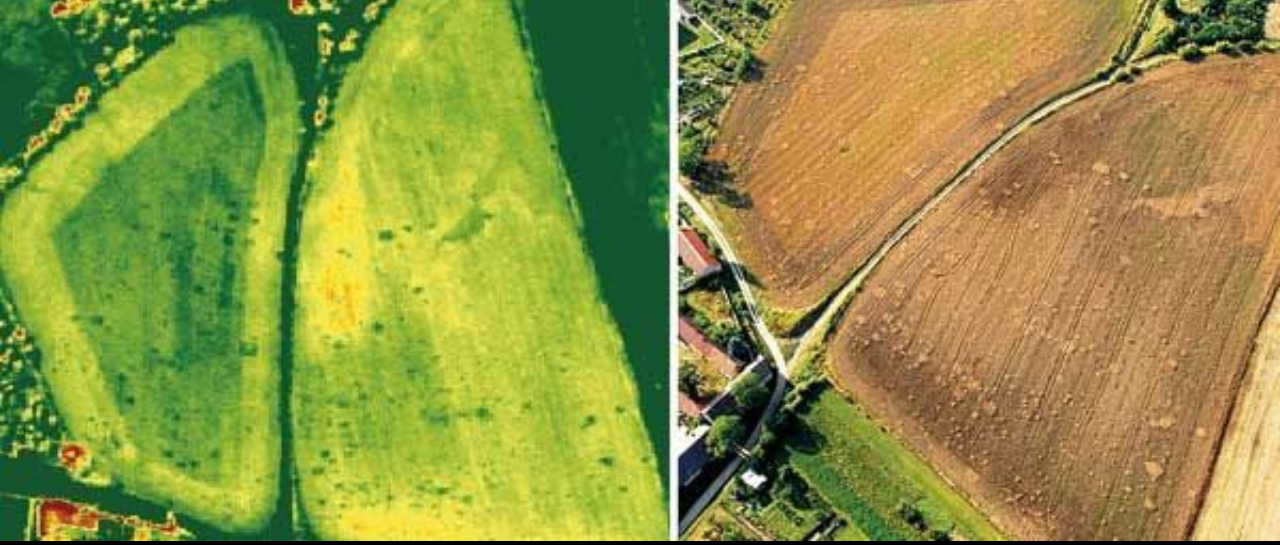
Porovnání družicového snímku v nepravých barvách a leteckého snímku z téhož místa (Ledčice)

Ačkoliv primárním zdrojem dat pro archeologii jsou stále snímky pořízené z nízkých výšek, od závěru 20. století významně stoupá míra využití družicových snímků. Ty zachycují rozsáhlé plochy zemského povrchu, takže jsou vhodné pro rekonstrukci přírodních podmínek celých regionů. Lze je rovněž použít v oblastech, které nejsou běžnému leteckému snímání přístupné (např. Blízký východ).
Družicové snímky navíc umožňují získávat data i mimo viditelnou část spektra (infračervené či mikrovlnné snímky), čímž dochází ke zviditelnění pod povrchem ukrytých památek díky jejich fyzikálním vlastnostem (obdobně jako archeogeofyzika).

## Aplikace přírodovědných metod

### Geofyzikální měření
Geofyzikální metody v archeologii (též archeogeofyzika) využívají studium fyzikálních veličin a jejich změn v zemské kůře. Často dochází k jejich aplikaci v kombinaci s leteckou archeologií.

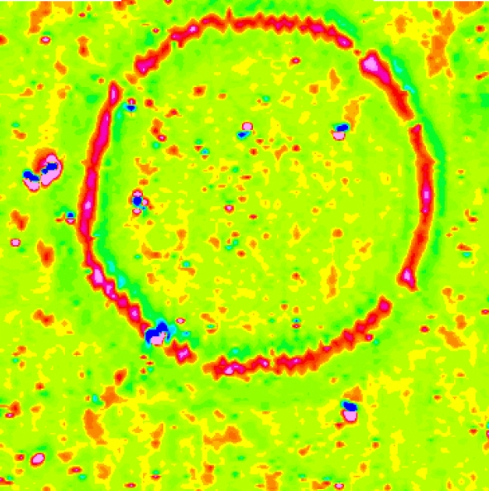
Grafické znázornění geofyzikálního měření (rondel v Želízech)

V archeologii se uplatňuje větší množství metod:
- Geoelektrické metody sledují elektrické pole Země a jeho lokální poruchy. Zahrnují několik odlišných metod, přičemž v archeologii se využívají zejména metody elektromagnetické a  geoelektrické stejnosměrné odporové, a to k vyhledávání objektů s kamennou konstrukcí (základy staveb, mohyly, části opevnění) i k průzkumu zahloubených objektů a nezaplněných či vytěžených prostor (důlní díla, hrobky, sklepy). Mezi elektromagnetické metody patří svou podstatou rovněž detektory kovů, které však způsobem práce již spadají mezi metody, zahrnující omezené zásahy pod povrch terénu.
- Magnetometrie sleduje magnetické pole Země a jeho regionální i lokální poruchy. V archeologii se efektivně využívá k výzkumu objektů zahloubených (pozůstatky sídlišť, opevnění, hroby) i vypálených (pece, ohniště, výrobní areály).
- Gravimetrie sleduje tíhové pole Země a hustotu hornin. V archeologii se uplatňuje při zkoumání nezaplněných prostor (sklepy, hrobky, krypty, důlní díla).
- Radionuklidové metody sledují přirozenou i uměle vyvolanou radioaktivitu hornin. V archeologii se využívají jen v omezené míře, zejména k průzkumu výrobních objektů či míst získávání nerostných surovin.
- Seismika sleduje průběh i rychlost šíření uměle vyvolaných elastických vln v zemském tělese. V archeologii se užívá k výzkumu objektů s kamennou konstrukcí (základy staveb) či míst získávání surovin (šachty, štoly).
- Termometrie (též geotermické metody) sleduje teplotní pole Země a jeho lokální poruchy. V archeologii se užívá k hledání nezaplněných prostor umístěných mělce pod povrchem (hrobky, krypty, sklepy).

### Geochemická analýza
Lidská aktivita může zřetelně měnit chemické složení půdy, zejména vlivem ukládání (a následného rozkladu) různých druhů odpadu. Projevuje se zvýšeným obsahem určitých chemických prvků či látek. Nejlépe se v půdě váže a zachovává fosfor a jeho sloučeniny (fosforečnany). Méně často je sledován i obsah lipidů nebo oxidu uhličitého, který může vyšších koncentrací dosahovat činností mikroorganismů v kompostech a odpadních areálech. Na rozdíl od mnoha jiných nedestruktivních metod lze geochemickou analýzu provádět v jakémkoli ročním období.

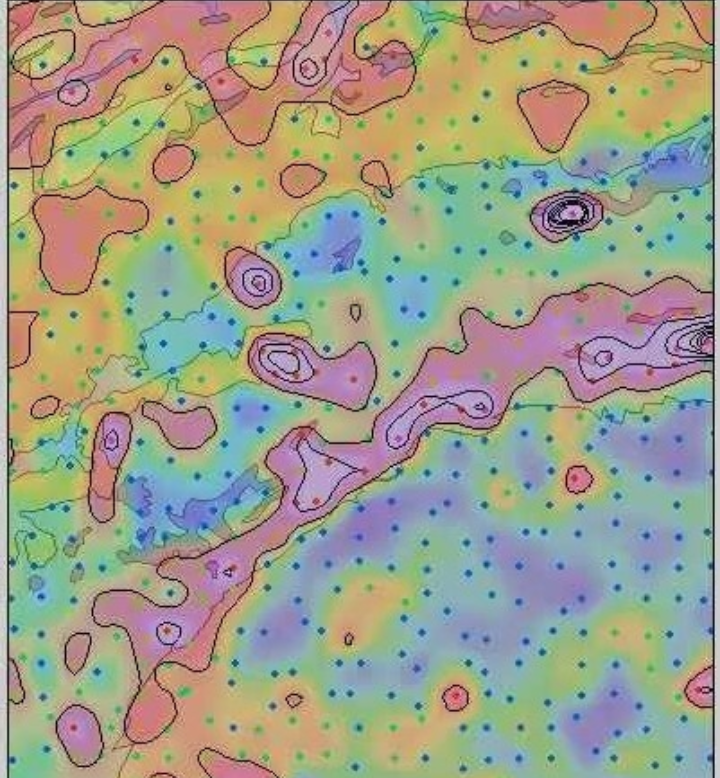
Grafické znázornění geochemické analýzy půdy

Vzorky zeminy se zkoumají metodami fyzikální chemie. Ke spolehlivé interpretaci zjištěných dat je nutno poznat i fyzikální vlastnosti zkoumaných zemin (zrnitost, konzistence, vlhkost, objemová hmotnost, vodní kapacita, meze lepkavosti, stabilita půdních agregátů i barva), které mohou významně ovlivnit schopnost vázat hledaný prvek nebo pomoci k odlišení přirozených a antropogenních uloženin.
Dosud nejvýznamnějším sledovaným prvkem v archeologii je fosfor, jehož zvýšené množství v půdě je důsledkem rozkladu organických zbytků (včetně lidských těl) nebo ukládáním fekálií. Ukládání fosforu v zemi významně ovlivňuje zrnitost půdy, ale i její pH, vápenatost a obsah železa. Fosfátovou analýzou lze při plošné aplikaci (odebíráním vzorků v pravidelných rozestupech na větší ploše) vyhledávat archeologické situace. Je ale také vhodným doplňkem archeologických odkryvů, protože dokáže identifikovat vizuálně nedochované pozůstatky minulých lidských aktivit, například místa ukládání odpadu nebo ustájení dobytka, projevující se výrazně zvýšeným podílem fosforu v porovnání s okolím. Uplatnění nachází rovněž při výzkumech pohřebišť, kdy může pomoci odlišit symbolické, záměrně prázdné hroby bez lidských ostatků (kenotafy) od hrobů, v nichž došlo působením kyselé půdy k úplnému rozkladu kostí.

## Povrchový průzkum

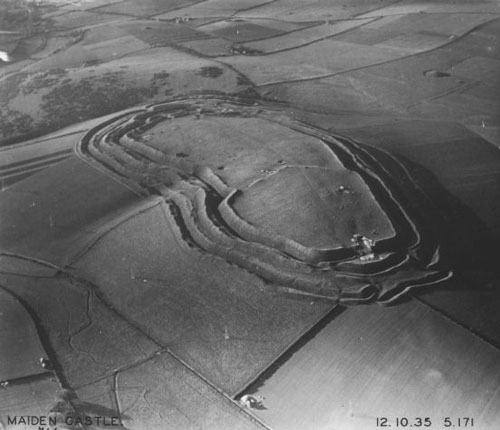
Pozůstatky opevnění hradiště Maiden Castle (Velká Británie)

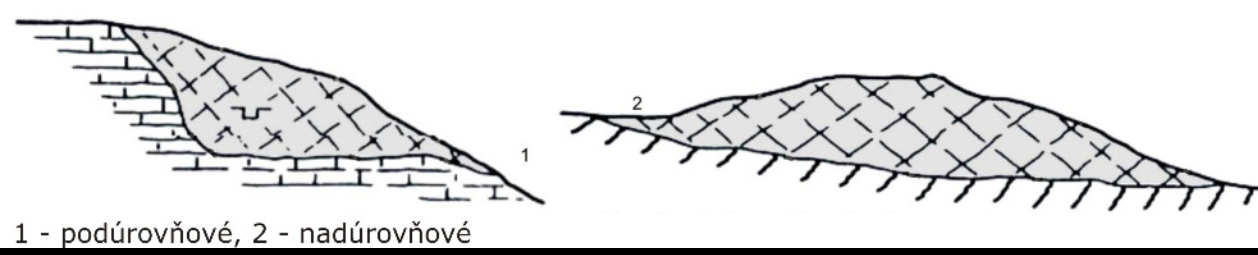
Antropogenní tvary – vlevo podúrovňový, vpravo nadúrovňový

### Výzkum antropogenních tvarů reliéfu
Výzkum antropogenních tvarů reliéfu zahrnuje vyhledávání, zaměřování, dokumentaci a interpretaci povrchových tvarů reliéfu, které jsou pozůstatkem někdejší lidské činnosti. Jedná se o relativně nenáročný způsob výzkumu, jímž lze studovat i větší úseky krajiny. Na rozdíl od povrchového sběru se provádí v trvale zatravněné nebo zalesněné krajině, kde nedošlo k zarovnání reliéfních tvarů vlivem dlouhodobé orby.

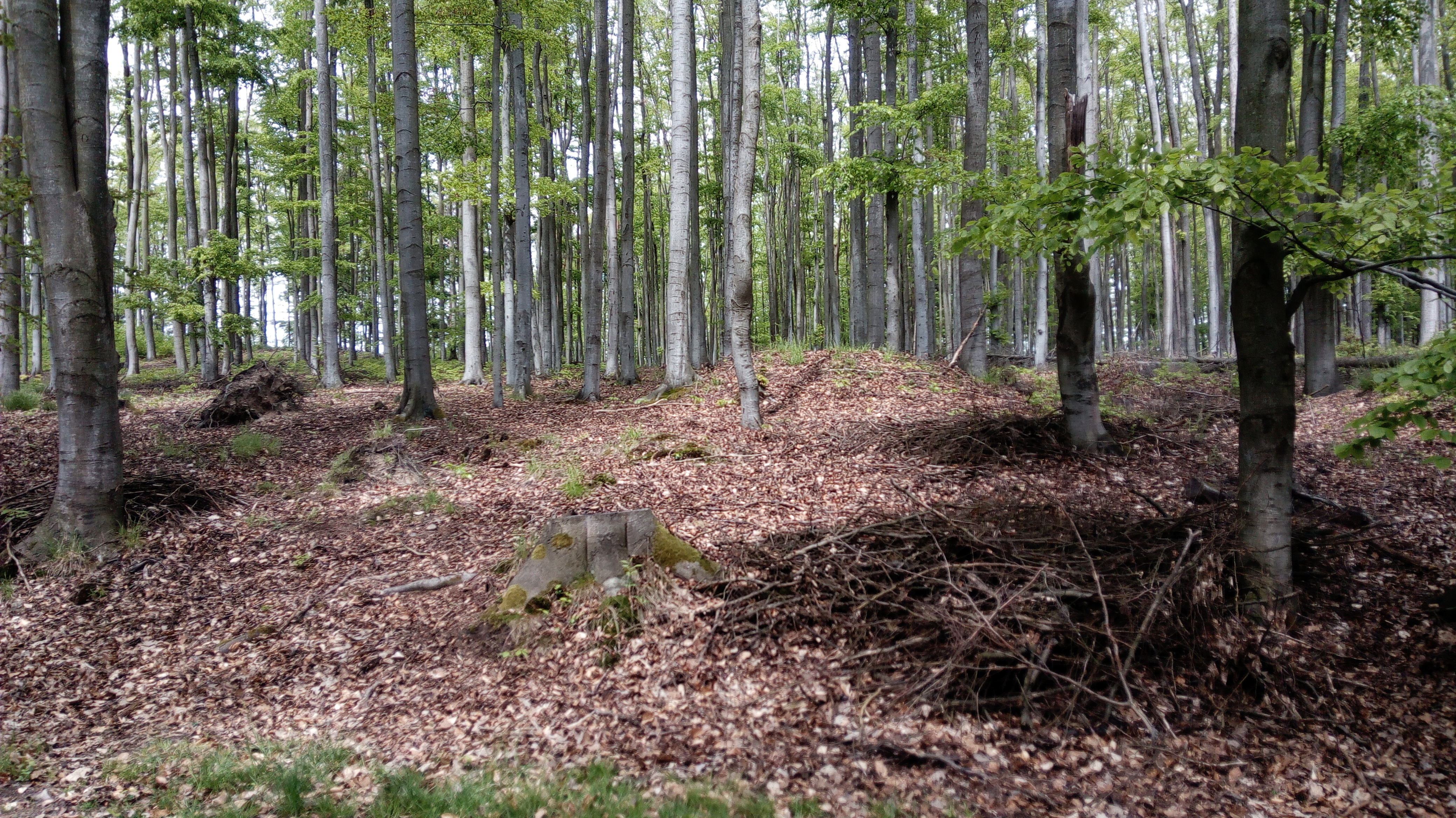
Mohylník u Dobřejovic

Dokumentace zachycených památek zahrnuje kromě fotografií i geodetické zaměření (výškopis, polohopis). Rozlišují se objekty bodové, liniové i plošné. Mohou je tvořit útvary negativní (zahloubené, konvexní) i pozitivní (převýšené, konkávní), ale také plochy s nepřirozeně rovným či naopak zvlněným (tzv. neklidným) povrchem. Zachytit lze i větší celky takových objektů (celé zaniklé vsi, mohylníky, těžební areály). Správná identifikace antropogenních tvarů a jejich odlišení od přirozených útvarů vyžaduje značné zkušenosti. Zahloubené útvary lze snadno zaměnit za vývraty nebo krátery po bombách, nízké valy i příkopy se často nezáměrně vytváří i na hranicích parcel nebo lesních školek. Rovněž hromady kamenů nebo nízké kamenné zídky bez pojiva nemusí být pozůstatkem zaniklých staveb, ale důsledkem odstraňování překážejících kamenů z polí a jejich ukládání na mezích.

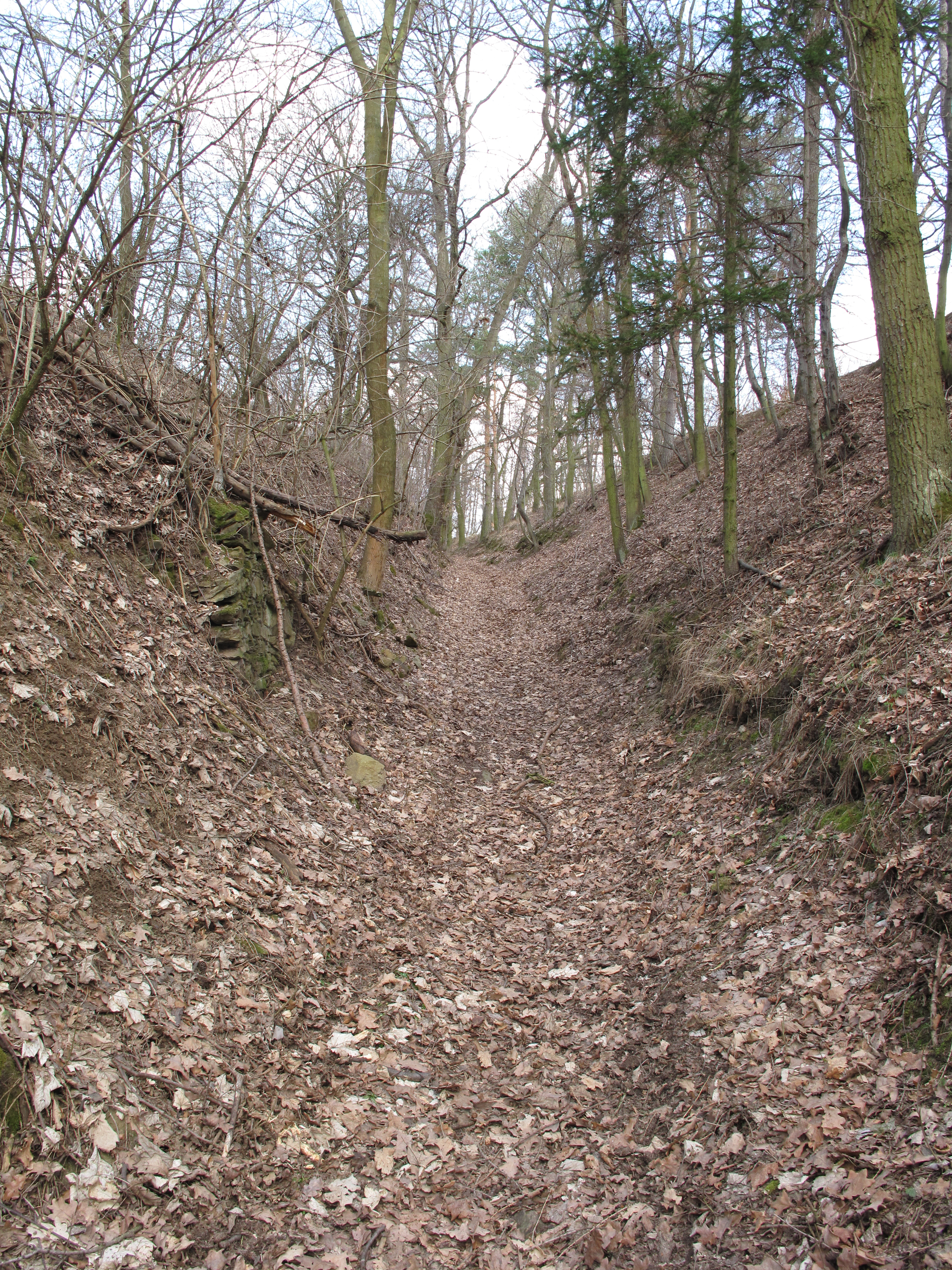
Úvozová cesta pod hradištěm Denemark

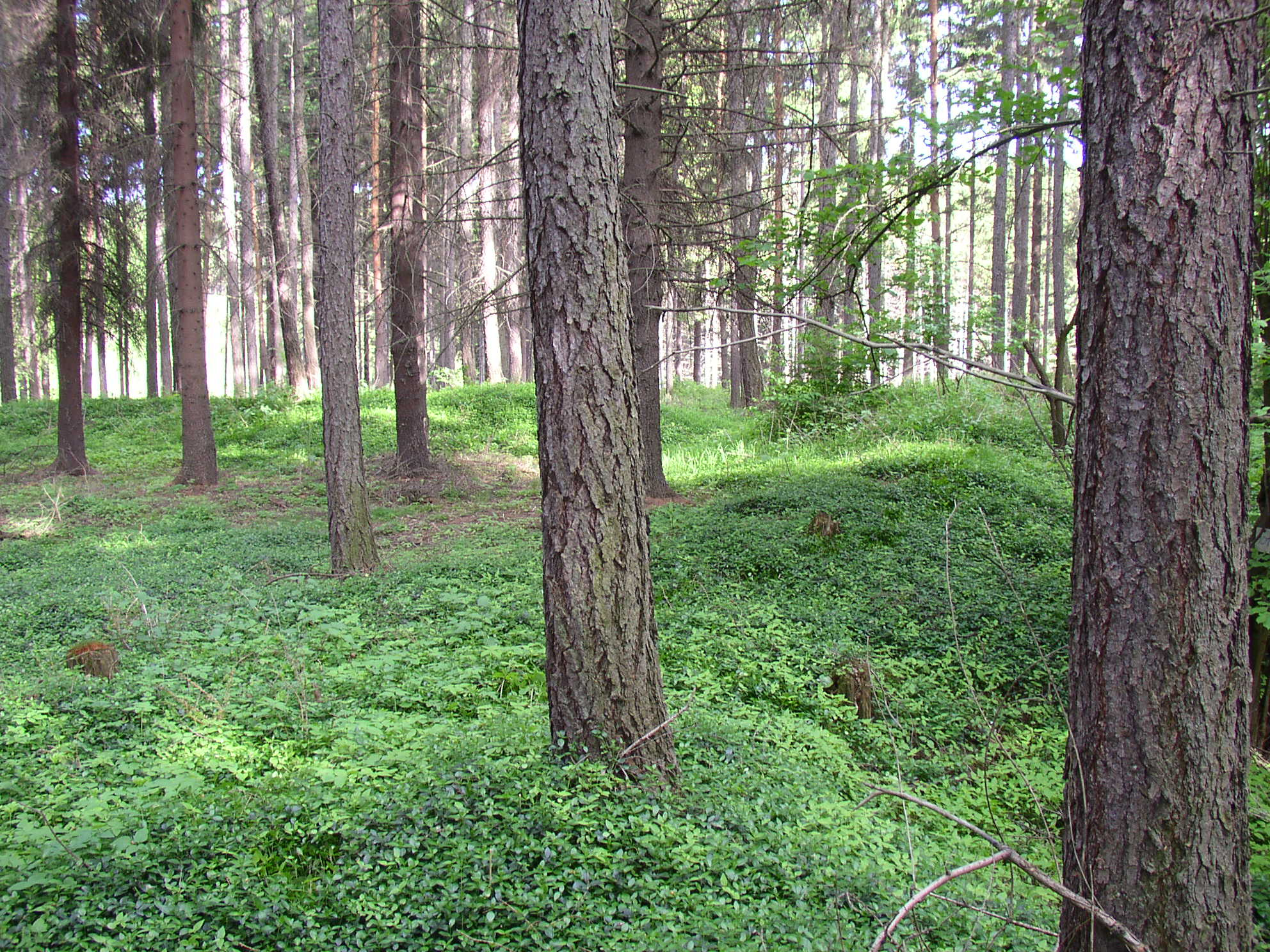
Zaniklá středověká ves Svídna

Mezi hlavní druhy reliéfně patrných objektů patří:
- Pravěká a raně středověká ohrazení (hradiště, rondely, henge, Viereckschanze, aj.), projevující se zejména valy a příkopy, často ale i pozůstatky vnitřní zástavby, cisteren či studní.
- Mohylníky projevující se různě velkými, nejčastěji kruhovými, méně často i protáhlými pahorky, navršenými nad pohřby. Existují mohylníky s desítkami či stovkami takových útvarů, ale i jednotlivé osamocené mohyly. Mohylník lze poměrně snadno zaměnit za milíře či. tzv. sejpy, tedy kopce hlušiny, vznikající při rýžování.
- Zaniklé vsi vytvářející soubor převýšených i zahloubených útvarů (pozůstatků usedlostí), často doplněných relikty drobných opevněných sídel (tvrzí), zaniklých rybníků, mlýnů, polností (plužin) nebo cest.[46]
- Těžební areály vytvářející často složitý komplex převýšených i zahloubených útvarů (pozůstatků po těžbě i ukládání hlušiny). Specifické jsou pozůstatky rýžování, vytvářející kopce hlušiny, tzv. sejpy. Nedestruktivními postupy mohou být zkoumány pozůstatky lomů a přípovrchové těžby i relikty těžby hlubinné.[17][47]
- Zpracovatelské areály zahrnující například dehtářské pece, milíře nebo sklárny.[48]
- Středověké i novověké vojenské tábory identifikované zejména díky pozůstatkům valů a příkopů, někdy s relikty provizorních obydlí a jiných staveb.[49]
- Cesty, zanechávající pozůstatky především v prudších svazích, kde se vlivem eroze zařezávají do terénu ve formě úvozů.[15]

Výzkum antropogenních tvarů reliéfu v terénu je spojen s intenzivním studiem historických pramenů (včetně orální historie) a mapových podkladů. Zaniklé archeologické památky mohou být identifikovány na historických mapách i pomocí nepravidelností katastrálních hranic nebo díky místním a pomístním jménům (Poustka, Hrádek, Zlatníky) v mapách současných. Protože žádná z možností není bezvýhradně spolehlivá, je nutné jednotlivé prameny vhodně kombinovat.

### Geobotanická indikace

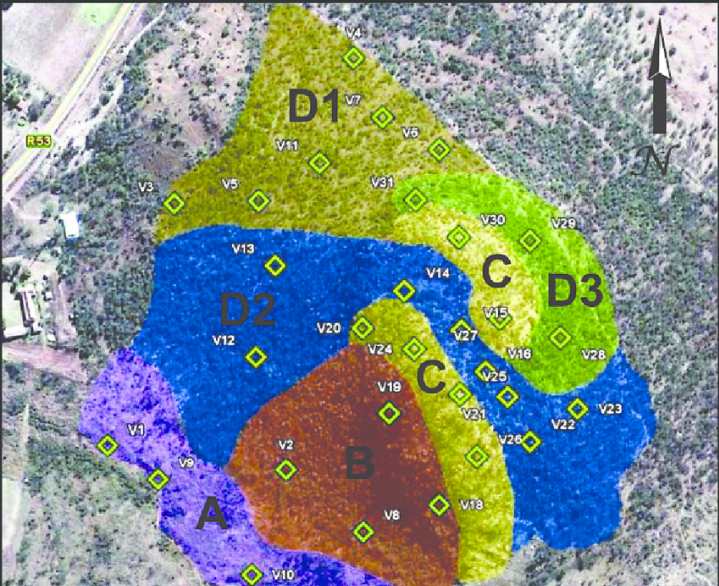
Geobotanická indikace – mapování podle převládajícího podloží

Aplikace v archeologii je pouze okrajová a většinou se používá v kombinaci s jinými metodami. Studují se při ní živé rostliny, které reagují na vlastnosti podkladu (půdy) a zprostředkovaně tak odrážejí podpovrchové situace. Vegetace dokáže indikovat zejména struktury, nacházející se mělce pod povrchem terénu, situace ve větších hloubkách se již tak dobře neprojevují. Spolehlivější je indikace mladších památek (středověk, novověk).
- Přímé indikátory lze využít k identifikaci konkrétních archeologických objektů a vrstev. Nejsnazší a nejspolehlivější je indikace zděných konstrukcí, v nichž byl využit vápnitý stavební materiál (opuka, malta). V prostoru zaniklých staveb se koncentrují vápnomilné druhy nebo druhy náročnější na teplotu a živiny (oman hnidák, violka chlumní, violka chlupatá, jahodník truskavec, sleziník routička, bukovník vápencový, puchýřník křehký, trýzel vonný, rozrazil rozprostřený). Typickými indikátory v prostoru zaniklých vsí jsou také pěstované nepůvodní druhy rostlin, které i po zániku osídlení přežívají v daném prostoru (večernice vonná, barvínek menší, vrbina tečkovaná, šeřík, řepík lékařský, užanka lékařská, kerblík třebule, žebřice pyrenejská, pelyněk pravý, kozlík lékařský, čechřice vonná, všedobr horský). Specifické je využití odlišného růstu a zbarvení polních plodin v letecké archeologii (tzv. porostové příznaky).[51]
- Nepřímé indikátory slouží ke stanovení míry antropického tlaku na přírodní prostředí a umožňují prokázat lidskou aktivitu v daném prostoru. K tomuto účelu jsou využívány paleoekologické metody, z nichž nejvýznamnější je pylová analýza. Ze vzorků zeminy, ideálně z rašelinišť, zaniklých rybníků nebo podmáčených luk (kde se pyl nejlépe zachovává) jsou v laboratoři separována pylová zrna, která lze přiřadit konkrétním rodům a druhům rostlin. Mezi početnými druhy přirozené vegetace pak lze zachytit „antropické identifikátory“ – pyly obilovin či polních plevelů. K dataci lidského vlivu pak lze využít datování vzorků radiokarbonovou metodou.[52]

### Povrchový sběr
Povrchový sběr zkoumá stopy lidského osídlení pomocí movitých předmětů, rozptýlených na povrchu terénu. Slouží k vyhledávání a základnímu vymezení sídelních komponent (rozsah, účel a intenzita lidské činnosti) i ke zmapování archeologického potenciálu určité oblasti. Přináší jinak nedostupné poznatky o dřívějším využívání krajiny a poskytuje představy o struktuře osídlení celých regionů. Umožňuje zkoumat prostorové vztahy mezi jednotlivými areály (např. sídliště, pohřebiště, místa získávání surovin). Je proto vhodným nástrojem sídelní a prostorové archeologie. Na rozdíl od výzkumu antropogenních tvarů reliéfu je využitelný zejména na zemědělsky obdělávaných plochách.

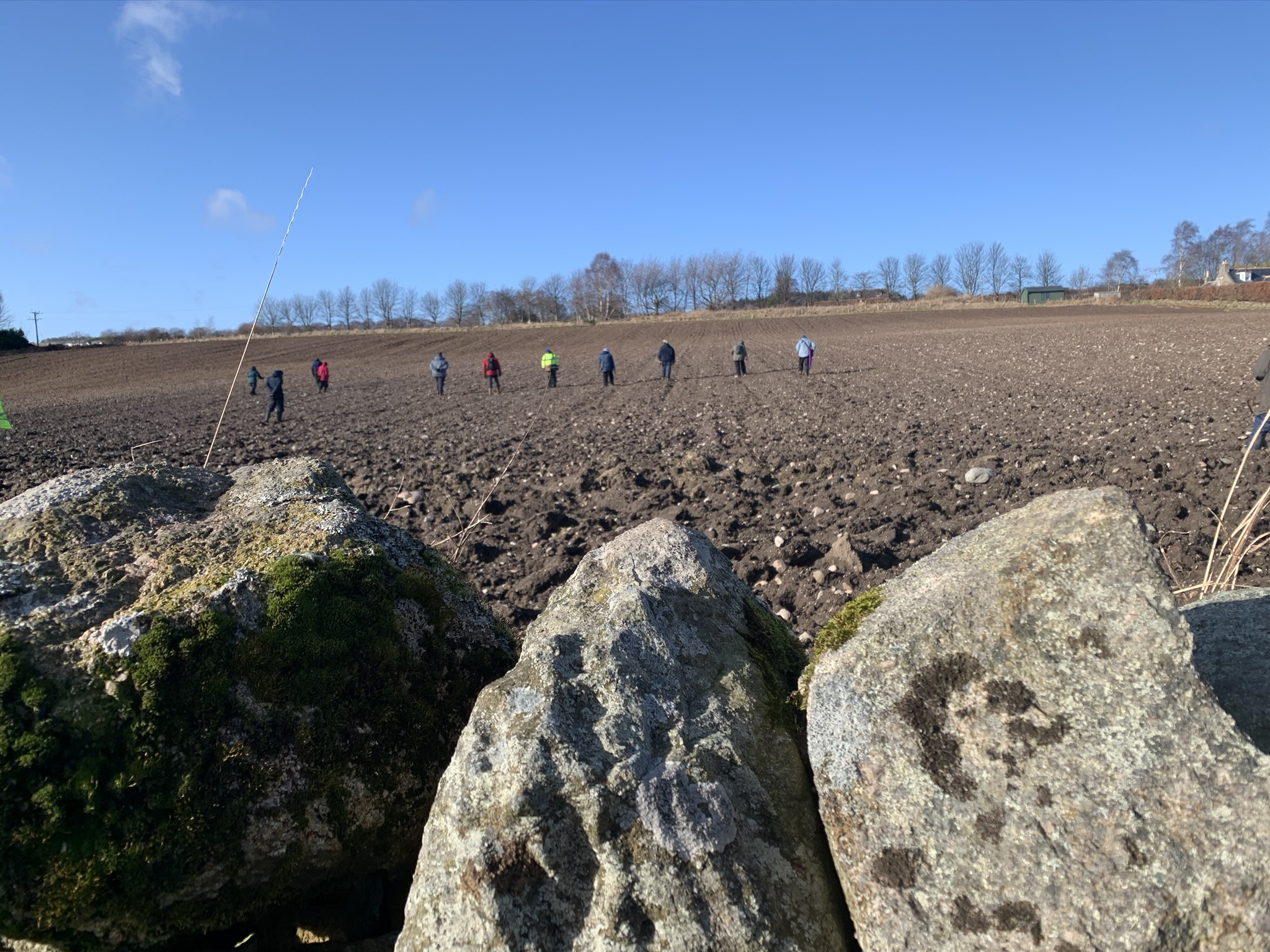
Povrchový sběr na poli

Povrchový sběr ve střední Evropě je založen na předpokladu, že orba narušuje archeologické památky skryté pod zemí a převracením půdy je dostává na povrch terénu (v pouštních a polopouštních oblastech artefakty odhaluje eroze). Archeologové proto systematicky procházejí zorané plochy a sbírají artefakty rozptýlené na povrchu, přičemž podrobně evidují místa jejich nálezu pomocí GPS, map a plánů.
Výhodou povrchového sběru je relativně dobrá datovatelnost získaných archeologických pramenů, často proto slouží i k chronologickému zařazení památek, zjištěných jinými nedestruktivními metodami. Mezi nalézanými prameny v českém prostředí dominují střepy keramických nádob, získávány jsou ale i kovové artefakty, štípaná industrie, struska nebo sklo.

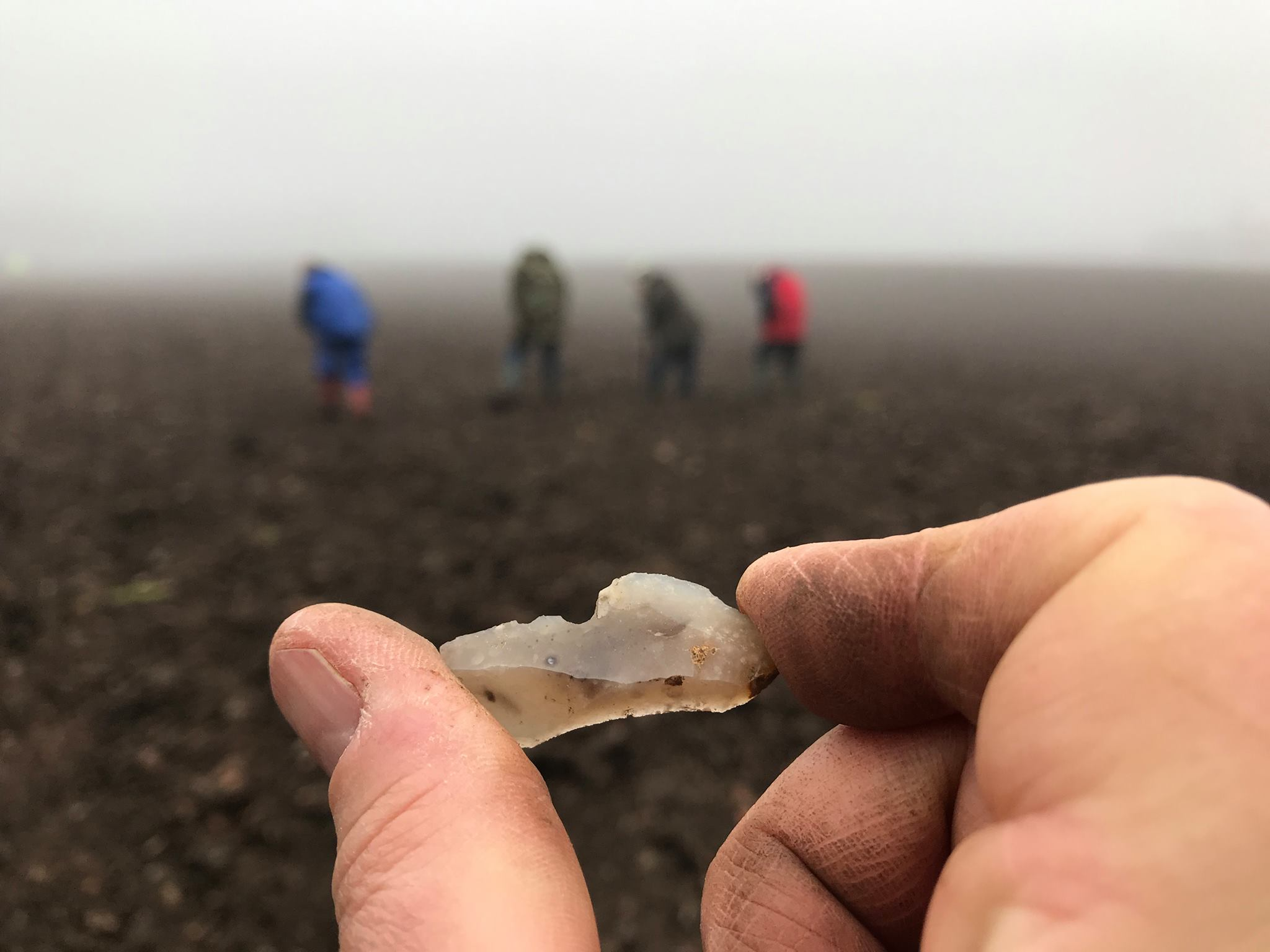
Mezolitický kamenný nástroj zachycený povrchovým sběrem

Při vyhodnocování získaných dat je ovšem nutné přihlížet k důsledkům archeologických transformací. Odolné artefakty (např. kamenné nástroje) se v průběhu let téměř nerozpadají a působením orby mohou v ornici dlouhou dobu „cestovat“ i na velké vzdálenosti. Jiné předměty (např. pravěká keramika) jsou naopak poměrně křehké a rychle se ničí, takže jejich nález bývá spolehlivým dokladem lidské přítomnosti v daném místě. Hojně nalézané zlomky středověké a novověké keramiky se ovšem do půdy dostávaly zejména vlivem zemědělských postupů (zlomky rozbitých nádob byly odhazovány na hnojiště, odkud se dostaly na pole spolu s hnojem) a osídlení místa obvykle přímo nedokládají. Rovněž je nutné zvažovat vliv eroze, která může způsobit překrytí archeologických památek vrstvami sterilní zeminy (a tím jejich zneviditelnění pro povrchový sběr), ale i vznik pseudolokalit, kdy se pod svahem postupně vytváří koncentrace artefaktů, přemisťovaných spolu s erodovanou hlínou z výše položených míst.

## Omezený zásah pod povrch terénu

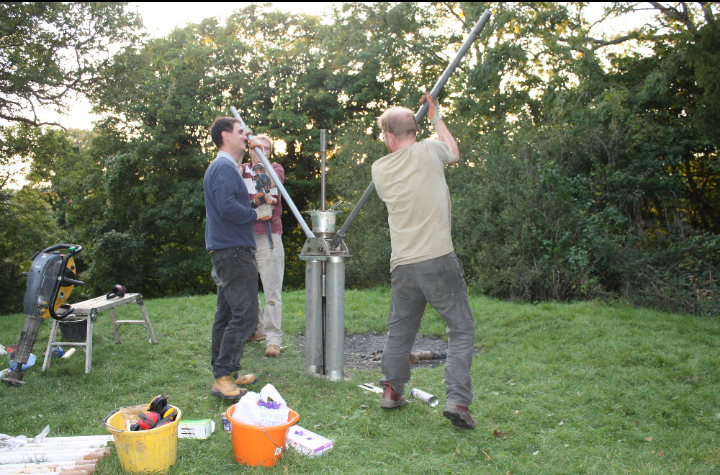
Vrt při vyhledávání vrstev

Metody zahrnující drobné fyzické zásahy pod povrch terénu jsou již ve své podstatě destruktivní (přímo zasahují archeologické prameny), ale v přiměřeném rozsahu je míra destrukce archeologických památek minimální, takže – obdobně jako u ostatních nedestruktivních metod – nedochází k zániku vypovídací hodnoty pramenů.
Cílem těchto metod je odhalení vrstev, indikujících lidskou přítomnost a aktivitu v minulosti. Často se používají v prostředí, kde nelze uplatnit povrchový sběr (trvale zalesněné či zatravněné plochy, plochy překryté silnými vrstvami sedimentů). Mohou být použity zcela samostatně jako svébytný způsob sběru dat, ale i k ověření situací, zachycených jinými metodami (letecká archeologie, geofyzikální měření) nebo k získání předběžných informací před zahájením archeologického odkryvu.

### Vyhledávání vrstev

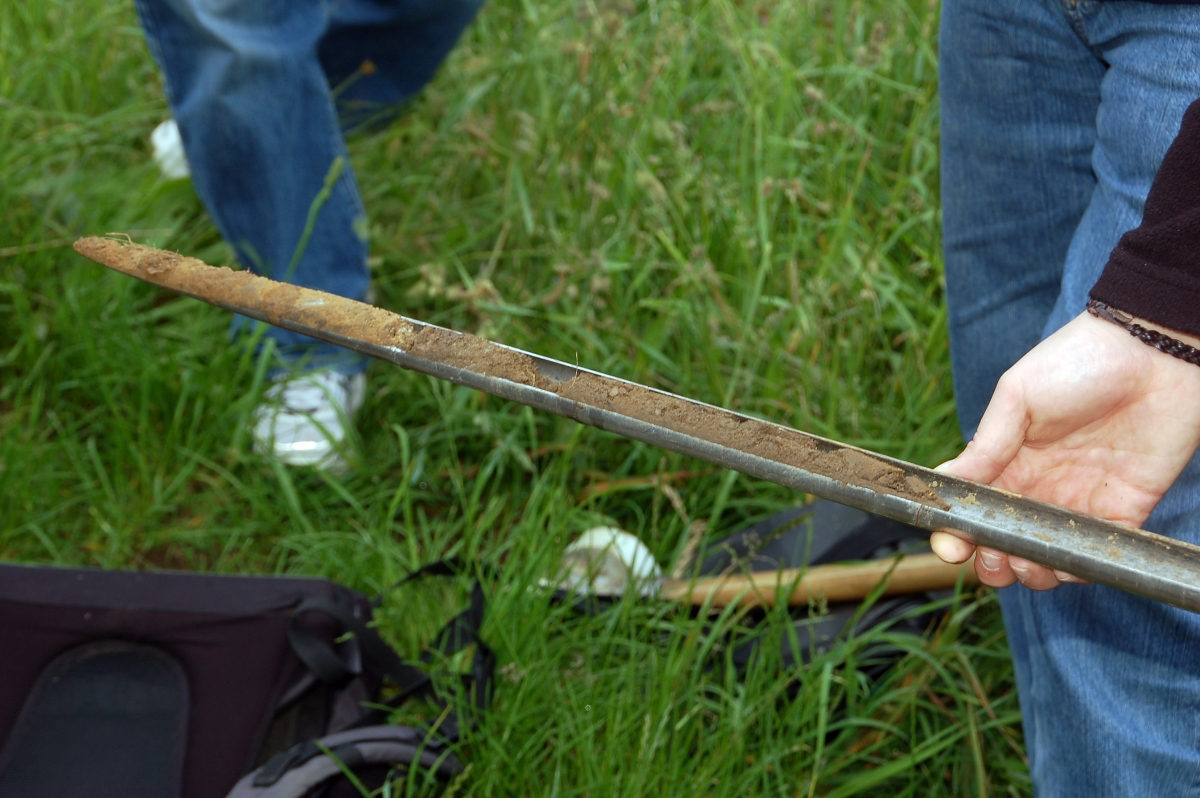
Vzorky odebírané ručním pedologickým vrtákem

Vyhledávání vrstev slouží ke zjištění či vyloučení přítomnosti, případně k vymezení rozsahu vrstev, ukrytých pod povrchem.
- Vpichy tenkým ostrým předmětem (měřickou jehlou, výtyčkou) je možné zachytit přítomnost kamenů (zdiv), překrytých vegetací nebo malým množstvím zeminy. Lze tak ověřit rozsah předpokládaných kamenných staveb.
- Ruční pedologický vrták (dutá kovová tyč o průměru 2–3 cm) slouží k odebrání malého vzorku zeminy. Z něj je možné vyčíst informace o hloubce archeologicky sterilního podloží i o charakteru a mocnosti nadložních vrstev. Při vytvoření sítě vrtů lze zjišťovat plošný rozsah vrstev nebo větších zahloubených objektů (např. příkopů).
- Informace o hloubce podloží a rozsahu nadložních vrstev lze získat i pomocí geologických vrtů, které bývají prováděny mechanizovanou vrtnou soupravou a dosahují větších hloubek.[59]

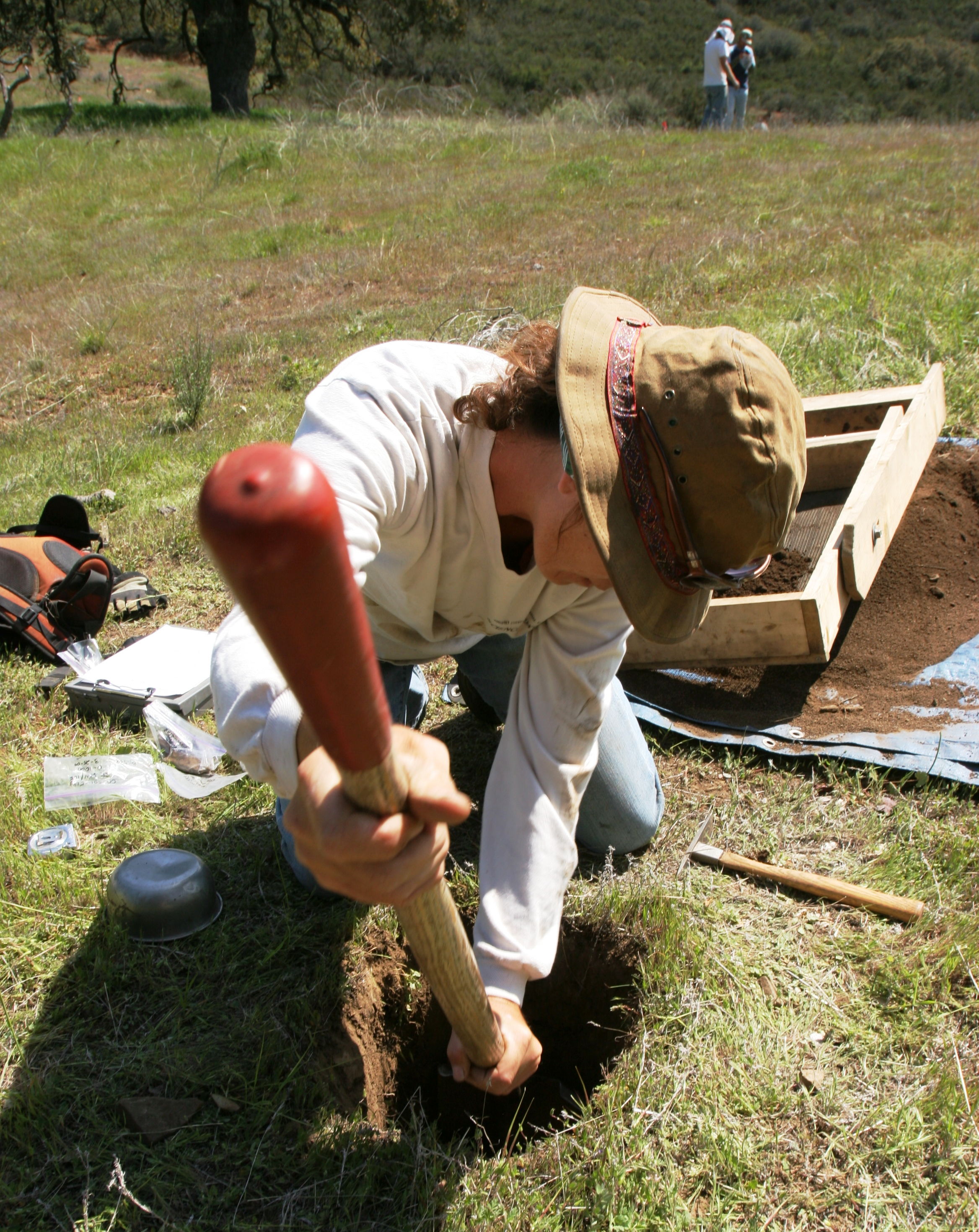
Mikrosondáž

### Vzorkování vrstev
Účelem vzorkování vrstev není jen zjištění jejich přítomnosti a rozsahu, ale i získání artefaktů či ekofaktů (umožňujících mimo jiné datování a přírodovědné analýzy), případně poznání stratigrafie. Proto jsou zásahy ve srovnání s pouhým vyhledáváním vrstev rozsáhlejší.  
- Mikrosondáž (též mikrovrypy) sleduje výskyt a rozmístění artefaktů pomocí velmi malých sond (do 40 cm2). Dokáže zachytit doklady lidské aktivity, ale objem získaných artefaktů je obvykle malý a možnosti poznání omezené. Často se sondy rozmisťují v pravidelné síti, čímž může být systematicky prozkoumána větší plocha.
- Vzorkovací sondáž je tvořena rozsáhlejšími sondami (1–2 m2), lze tak získat podrobnější informace než v případě mikrosondáže a lépe poznat charakter archeologických památek. Zároveň již ale hrozí závažnější narušení archeologických památek, proto je nutná uvážlivá aplikace (přiměřený rozsah) a podrobná dokumentace.[61]
- Zjišťovací sondáž je již metodou na hraně nedestruktivních a destruktivních postupů. Zahrnuje větší, často liniové sondy v pravidelných odstupech (tzv. rýhování). Při přiměřené aplikaci může sloužit k dobrému poznání lokality bez nutnosti celkového odkryvu. Taková sondáž často předchází archeologickým výzkumům odkryvem, které pak lze díky zpřesnění informací o charakteru a stavu dochování archeologických památek lépe naplánovat.[62]

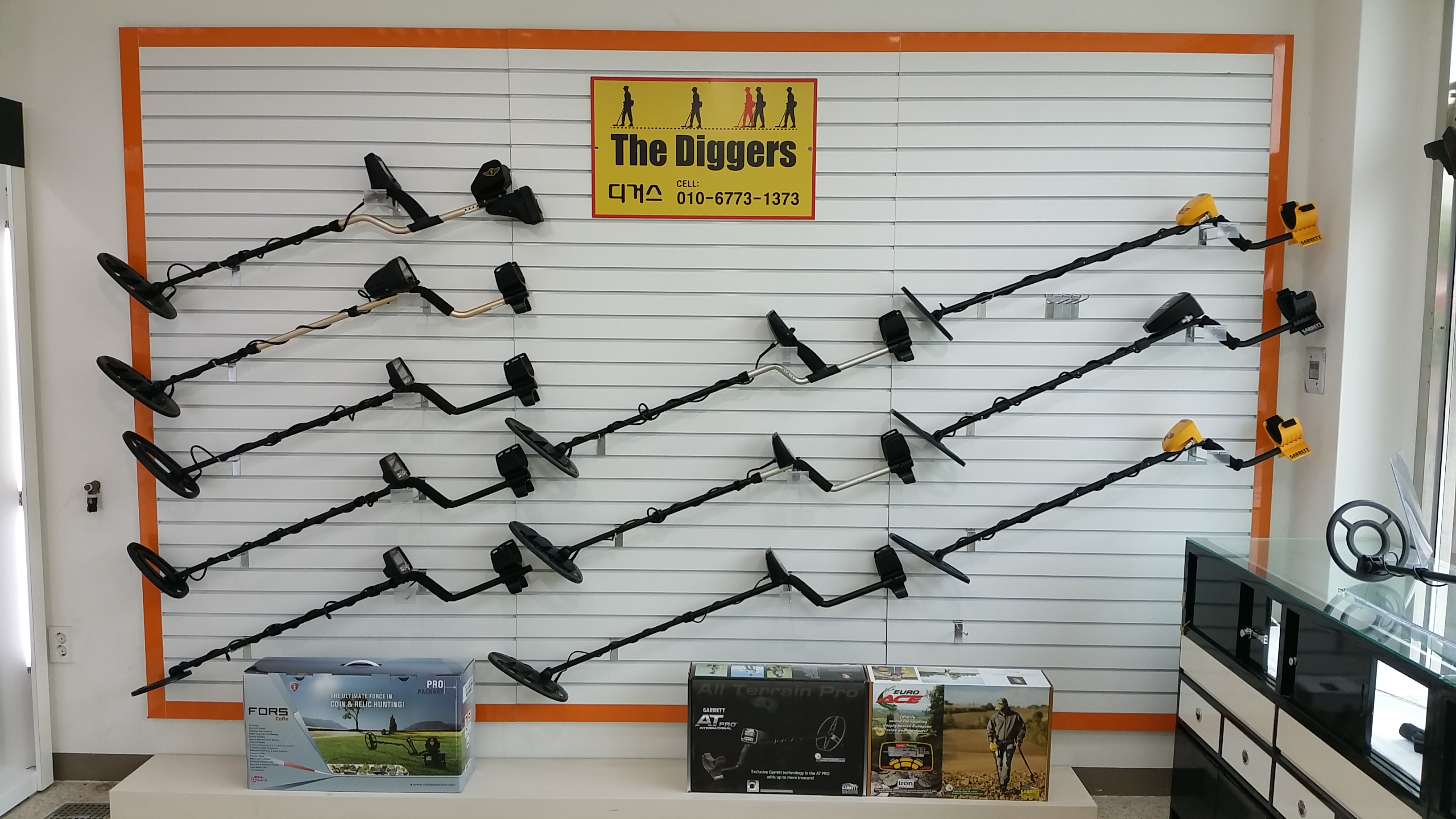
Detektory kovů

### Detektory kovů
Detektory kovů, sloužící k vyhledávání kovových předmětů (včetně těch skrytých pod povrchem) patří mezi geofyzikální metody, jejich použití je však přímo spojeno se zásahem pod úroveň terénu při vyzvedávání artefaktů.

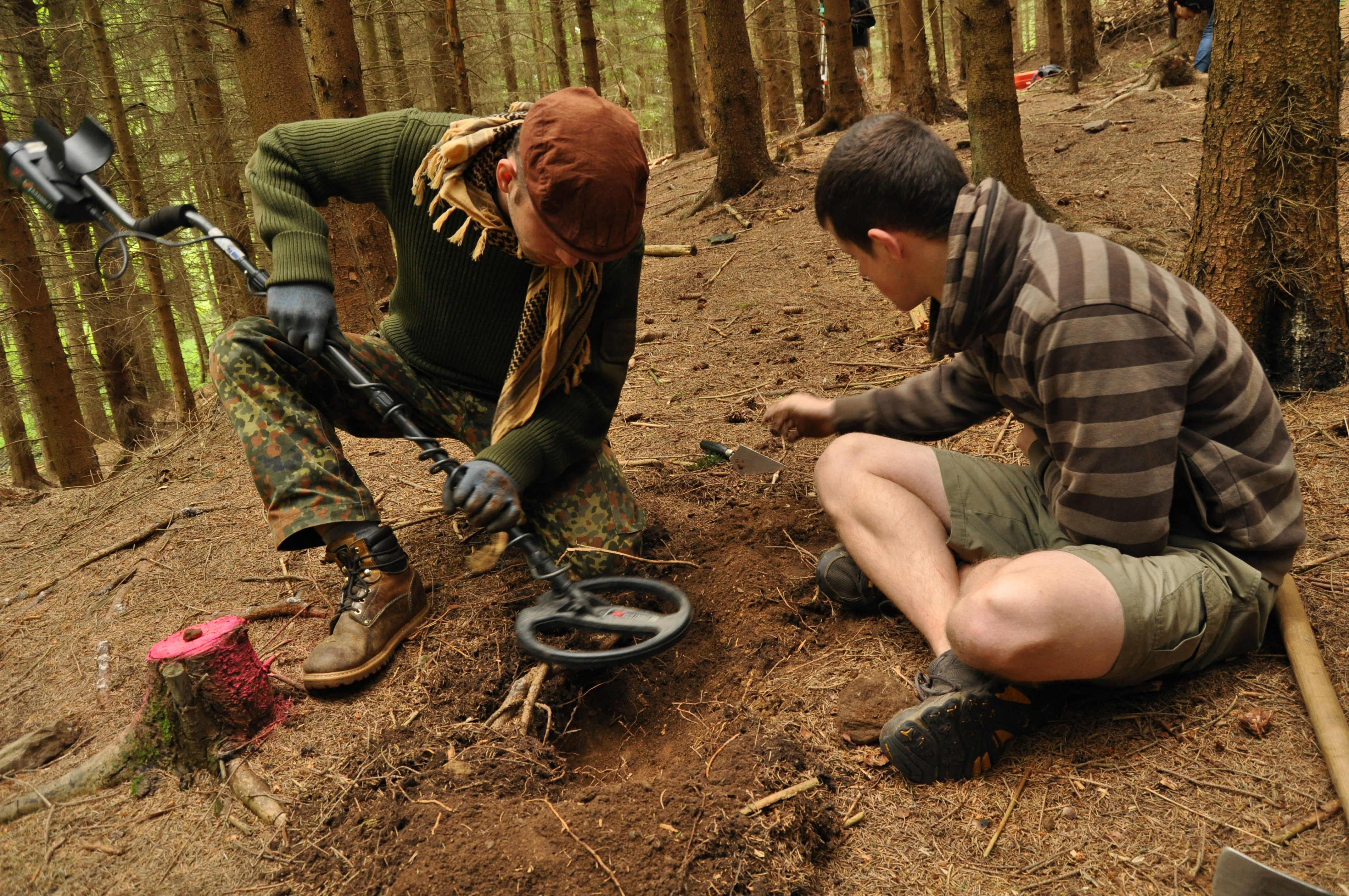
Použití detektoru při archeologickém výzkumu

Detektory kovů lze využít jako málo destruktivní metody např. při výzkumu železářských areálů nebo středověkých cest (nálezy mincí nebo podkov v okolí cest). Často jsou ale využívány i jako doplněk archeologického odkryvu (identifikace drobných kovových artefaktů v hrobě s možností jejich šetrnějšího vyzvednutí, průzkum povrchových vrstev před mechanizovanou skrývkou, dohledání opomenutých artefaktů na haldách vytěženého materiálu).
Detektory kovů jsou v archeologii dlouhodobě kontroverzní otázkou, protože jejich využití je časté u amatérských hledačů pokladů. Bez spolupráce s archeology a patřičné dokumentace (geodetické zaměření, sledování kontextu a stratigrafie, odborný průzkum nálezů) je takové použití v rozporu se zákonem i se zásadami ochrany kulturního dědictví a dochází při něm k vážným ztrátám informací. Mimo vlastní kovové předměty mizí i informace o jejich původním uložení, který jsou pro poznání dané lokality mnohdy cennější než vlastní artefakty. Neřízeným detektorovým průzkumem a nadměrným prokopáním mohou být archeologické lokality značně poškozeny. Žádoucí je proto úzká spolupráce uživatelů detektorů s archeology.